# Kathy Acker

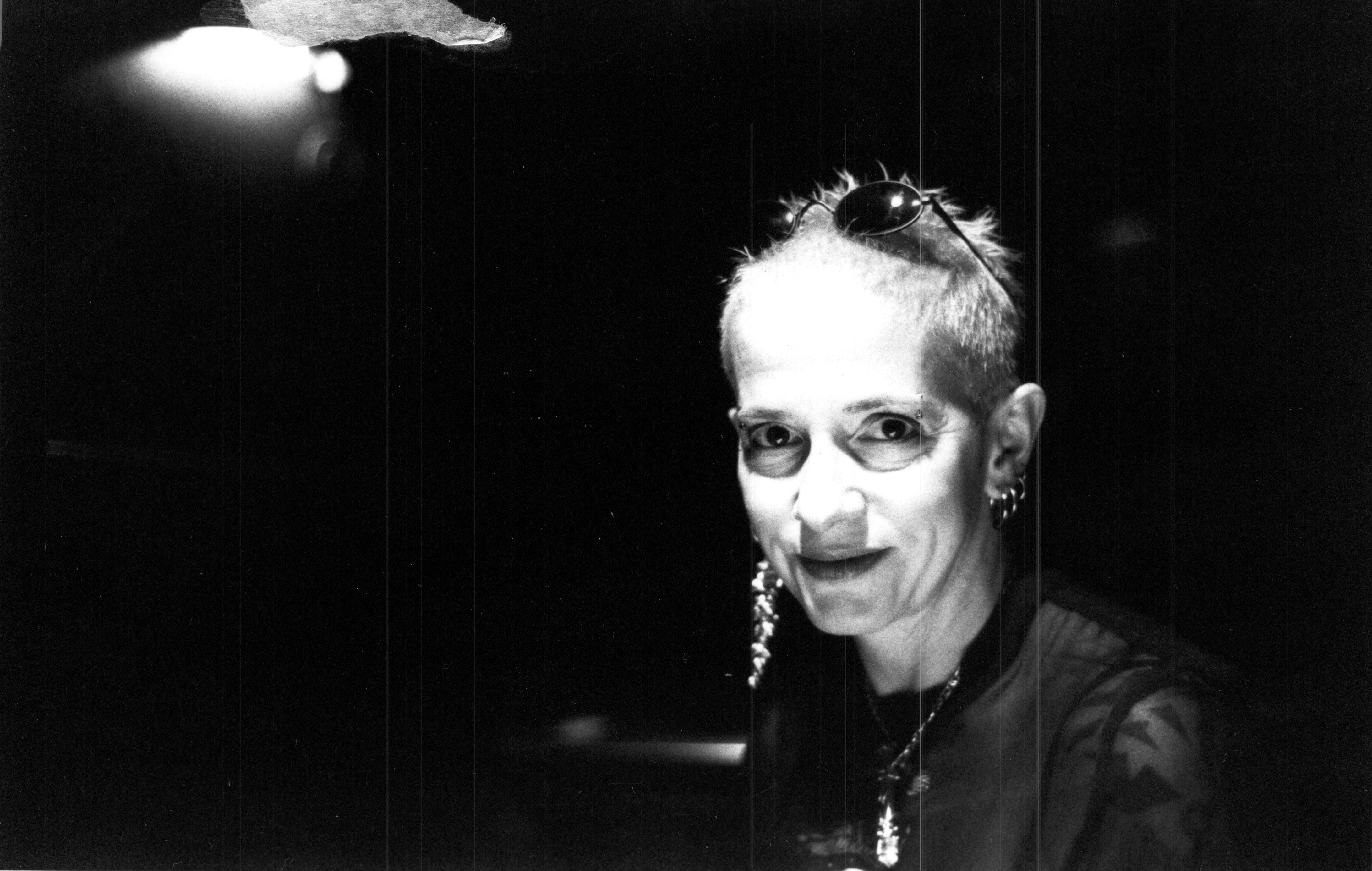
Kathy Acker, 1996 in München

Kathy Acker (* 18. April 1947 in New York City; † 30. November 1997 in Tijuana, Mexiko) war eine amerikanische Schriftstellerin.
Ihr erstes literarisches Werk hieß Black Tarantula. Unter diesem Pseudonym trat Kathy Acker zuweilen auch auf. Sie begeisterte sich für die Arbeiten von William S. Burroughs und für die Ideen und Texte des Antipsychiaters Ronald D. Laing.
Kathy Ackers Ruf als Queen of Punk beruhte einerseits auf formalen und inhaltlichen Schwerpunkten ihrer literarischen Arbeit, andererseits aber auch auf der Stilisierung ihrer Person.

## Leben
Die erste Arbeit der Autorin erschien Mitte der 1970er vor dem Hintergrund des damals aufkeimenden literarischen Untergrunds in New York City. Ihre ersten Werke wurden durch ihre eigenen mehrmonatigen Erfahrungen als Stripperin grundlegend beeinflusst. Acker blieb lange an den Rändern des literarischen Establishments und wurde bis Mitte der 1980er Jahre nur von kleinen alternativen Verlagen veröffentlicht, was der Autorin den Ruf einer literarischen Terroristin verlieh. 1984 wurde mit Blood and Guts in High School erstmals eines ihrer Werke im Vereinigten Königreich veröffentlicht.
Acker schrieb in der folgenden Zeit eine bemerkenswerte Anzahl von Erzählungen, die fast alle  im Verlag Grove Press erschienen. Weiterhin schrieb sie Beiträge für Magazine und Anthologien, unter anderem veröffentlichte sie in RE/Search, Angel Exhaust und Rapid Eye.
1997 erschien Kathy Ackers Buch Pussy König der Piraten (englisch Pussy, King of the Pirates). Das Buch ist die Geschichte von Piratinnen auf der Suche nach einem legendären Schatz, der ihrem Piratinnendasein so etwas wie Sinn und ihnen selbst die Freiheit gibt, etwas anderes als Piratinnen zu sein. Wie in vielen ihrer Bücher treten darin historische, mythische und reale Personen auf wie etwa Antonin Artaud, Antigone und König Kreon.
Mit der Band Mekons nahm Kathy Acker eine CD auf, die denselben Titel wie das Buch trägt. Eine weitere CD von Kathy Acker mit dem Titel Redoing Childhood erschien im Jahr 1999.
Zum Ende ihres Lebens publizierte Acker auch in klassischen Massenmedien wie zum Beispiel mehrere Artikel in der britischen Zeitung The Guardian, darunter ein Interview mit den Spice Girls, welches wenige Monate vor ihrem Tod erschien.
Kathy Acker starb 1997 im Alter von 50 Jahren an Brustkrebs. Ein wesentlicher Teil ihres Nachlasses liegt im Englischen Seminar der Universität zu Köln. Er umfasst Teile ihrer Bibliothek, Manuskripte, Schallplatten und persönlichen Gegenstände. Der Nachlass kann wissenschaftlich genutzt werden. Er wurde von Hanjo Berressem und Norbert Finzsch für die Universität vom amerikanischen Schriftsteller Matias Viegener erworben.

## Kontroverse
Acker verwendet wiederholt bewusst auch Bruchstücke von Texten anderer Autoren und kam so mit dem Urheberrecht in Konflikt. Der Bestsellerautor Harold Robbins verklagte sie wegen Verwendung einiger Passagen. Über ihre Ideen zum Urheberrecht schrieb Kathy Acker unter anderem in ihrem Buch Ultra Light – Last Minute (herausgegeben von Sylvère Lothringer), das 1990 im Merve Verlag erschienen ist. Ihrer Vorstellung nach sollten die Werke aller Kunstschaffenden anderen Kunstschaffenden zur Kommunikation zur Verfügung stehen und sie trat für „Plagiarismus“ als Kunstform ein. In Great Expectations (1983) (deutsch Große Erwartungen, 1988) verwendete die Autorin umfangreiche Textteile aus dem bekannten sadomasochistischen Roman Dominique Aurys Geschichte der O.
Trotz ihrer ambivalenten Gefühle den akademischen Bildungsinstitutionen gegenüber arbeitete Kathy Acker einige Jahre als Literaturdozentin in San Francisco.

## Rezeption
Ackers direkte Sprache und ihre eigenwilligen literarischen Bearbeitungen von Themen wie Sexualität und Gewalt brachten ihr Buch mit dem deutschen Titel Harte Mädchen weinen nicht (englischer Originaltitel: Blood and Guts in High School) im Jahr 1985 vor die deutsche Bundesprüfstelle für jugendgefährdende Schriften. Das Buch wurde 1991 gekürzt neu aufgelegt, da ein indiziertes Werk weder beworben noch Minderjährigen zugänglich gemacht werden darf.

„Es war einmal eine materialistische Gesellschaft und eines der Resultate dieses Materialismus war eine ‚sexuelle‘ Revolution. Da es der materialistischen Gesellschaft gelungen war, Sex von jedem erdenklichen Gefühl zu lösen, könnt ihr Mädchen jetzt alle hergehen und eure Beine sooft ihr wollt breit machen, weil es ja so easy ist, rumzuficken, weil es ja so easy ist, nichts zu empfinden. Ich kann mich nicht erinnern, mit wem ich das erste mal gefickt habe, aber über Empfängnisverhütung kann ich nichts gewusst haben, weil ich nämlich schwanger wurde. An die Abtreibung kann ich mich erinnern: einhundertneunzig Dollar […] Den Frauen in meiner Schlange wurden Vordrucke ausgehändigt; jedes Formular endete mit einem Absatz, der besagte, dass sie den Arzt berechtigte, genau das zu tun, was er wollte und dass es nicht seine Schuld war, wenn sie hinterher tot war. Wir hatten uns schon vorher Männern anvertraut. Deshalb waren wir ja hier.“

Unter dem Titel Get Rid Of Meaning präsentierte der Badische Kunstverein vom 5. Oktober bis 2. Dezember 2018 in Karlsruhe eine erste umfassende Retrospektive von Kathy Ackers Werk, dessen Kontext und Wirkung auf Zeitgenossen und Nachwelt. Gezeigt wurden neben Ackers Notizbüchern, Manuskripten und Buchcovern, Fotografien und Videos auch Auszüge aus Kaucyila Brookes fotografischer Serie Kathy Acker’s Clothes sowie eine Installation von Büchern aus ihrer privaten Bibliothek, die sich als Kathy Acker Reading Room am Englischen Seminar der Universität zu Köln befindet. Das von Anja Casser und Mathias Viegener kuratierte mehrteilige Rechercheprojekt umfasste neben der Ausstellung auch ein internationales dreitägiges Symposium mit Beitragenden aus den Bereichen Literatur, Theorie und Kunst. Der Katalog zur Retrospektive erschien 2021 im Verlag der Buchhandlung Walther und Franz König.

## Werke
- Politics (1972)
- The childlike life of the Black Tarantula (1973)
- I Dreamt I Was a Nymphomaniac: Imagining (1974)
- Florida (1976; Neuausgabe in Literal Madness: Three Novels 1987)
- Adult Life of Toulouse Lautrec (1978)
- N.Y.C. in 1979 (1981)
- Great Expectations (1983). Deutsche Ausgabe: Große Erwartungen, München 1988, ISBN 3-453-00814-6
- Algeria: A Series of Invocations Because Nothing Else Works (1984)
- Blood and Guts in High School (1984). Deutsche Ausgabe: Harte Mädchen weinen nicht. München 1985 (indiziert), gekürzte Neuauflage 1991, ISBN 3-453-04608-0; Neue Übersetzung: Bis aufs Blut. Zerfleischt in der High School, übersetzt von Johanna Davids, herausgegeben und mit einem Nachwort von Rosa Eidelpes, März Verlag, Berlin 2022, ISBN 978-3-7550-0001-3.
- Don Quixote: Which Was a Dream (1986). Deutsche Ausgabe: Die Geschichte der Don Quichotte, München 1988, ISBN 3-926532-07-6
- Kathy goes to Haiti (1987; erschienen in: Literal Madness: Three Novels)
- My Death My Life by Pier Paolo Pasolini. (1987; erschienen in: Literal Madness: Three Novels). Deutsche Ausgabe: Mein Tod mein Leben – Die Geschichte des Pier Paolo Pasolini, München 1987, ISBN 3-453-00103-6
- Wordplays 5: An Anthology of New American Drama (1987)
- Empire of the Senseless (1988). Deutsche Ausgabe: Im Reich ohne Sinne, Ravensburg 1989, ISBN 3-926532-21-1
- In Memoriam to Identity (1990)
- Hannibal Lecter, My Father (1991)
- My Mother: Demonology (1994). Deutsche Ausgabe: Meine Mutter – Dämonologie, Berlin 1994, ISBN 3-929010-24-0
- Pussycat Fever (1995)
- Dust. Essays (1995)
- Pussy, King of the Pirates (1996). Deutsche Ausgabe: Pussy, König der Piraten, Berlin 1997, ISBN 3-929010-48-8
- Bodies of Work: Essays (1997)
- Portrait of an Eye: Three Novels (Neuausgabe 1998)
- Redoing Childhood (2000) spoken word CD, KRS 349.
- Rip-Off Red, Girl Detective (2002 posthum nach einem Manuskript von 1973)
- Kathy Acker (1971-1975), ed. Justin Gajoux and Claire Finch, critical edition of unpublished early writings from 1971-1975 (Éditions Ismael, 2019, 656p.)

Deutsche Ausgaben:
- Ultra-Light-, Last-Minute-, Ex- +-Pop-Literatur, Berlin 1990, ISBN 3-88396-075-6
- mit McKenzie Wark: Du hast es mir sehr angetan. E-Mails 1995/96, Berlin 2022, ISBN 978-3-941360-99-0.

## Weiterführende Literatur
- Andrea Juno: Angry Women: Die weibliche Seite der Avantgarde. Hannibal Verlag, 1997, ISBN 3-85445-134-2 (enthält ein Interview mit Kathy Acker)
- Polina Mackay, Kathryn Nicol (Hrsg.): Kathy Acker and Transnationalism. Cambridge Scholars, 2009
- Petra Nachbaur: Smile, Baby! Puzzle! Eine Untersuchung zum experimentell-postmodernen weiblichen Schreiben unter besonderer Berücksichtigung der Arbeit von Kathy Acker. Diplomarbeit, Innsbruck 1995
- Karin Rick (Hrsg.): Konkursbuch. Nr 20. Das Sexuelle, die Frauen und die Kunst, konkursbuch, 1987, ISBN 3-88769-220-9 (Das Symposium zum Thema fand 1987 in Wien statt)
- Amy Scholder, Carla Harryman, Avital Ronell (Hrsg.): Lust for Life. On the Writings of Kathy Acker. Verso, 2006, ISBN 1-84467-066-X
- Florian Zappe: Das Zwischen schreiben. Transgression und avantgardistisches Erbe bei Kathy Acker. transcript, 2013, ISBN 978-3-8376-2362-8
- Chris Kraus: After Kathy Acker : a biography, [London] : Allen Lane, 2017, ISBN 978-0-241-31805-8
- Jason Mcbride: Eat your mind : the radical life and work of Kathy Acker, New York : Simon & Schuster, 2022, ISBN 978-1-9821-1702-3

## Dokumentation
- Wer hat Angst vor Kathy Acker? (ZDF/arte/ORF, 2007. 79-minütiges Doku-Porträt von Barbara Caspar)